# Hrvatski rukometni kup za muškarce 2003./04.
Hrvatski rukometni kup za muškarce za sezonu 2003./04. je drugi put zaredom osvojio Zagreb.

## Rezultati

### Osmina završnice
| klub1                       | rez.  | klub2                          |
| --------------------------- | ----- | ------------------------------ |
| Ekol Ivančica (Ivanec)      | 22:26 | Zagreb                         |
| Metković                    | 36:21 | Crikvenica                     |
| Zadar                       | 29:25 | Bjelovar                       |
| Medveščak Infosistem Zagreb | 38:35 | Perutnina PIPO Čakovec         |
| Split                       | 20:25 | Zamet Rijeka                   |
| Varteks di Caprio Varaždin  | 37:39 | Moslavina Kutina               |
| Rovinj                      | 26:21 | Agromix Sitolor Slavonski Brod |
| Dubrava Zagreb              | 33:27 | Elektromodul Osijek            |

### Četvrtzavršnica
| klub1            | rez.  | klub2                       |
| ---------------- | ----- | --------------------------- |
| Zadar            | 25:27 | Zamet Rijeka                |
| Metković         | 35:33 | Dubrava Zagreb              |
| Moslavina Kutina | 23:30 | Zagreb                      |
| Rovinj           | 25:34 | Medveščak Infosistem Zagreb |

### Završni turnir
Igrano u Metkoviću.
| klub1                       | rez.          | klub2                       |
| poluzavršnica               | poluzavršnica | poluzavršnica               |
| --------------------------- | ------------- | --------------------------- |
| Metković                    | 31:27         | Zamet Rijeka                |
| Zagreb                      | 38:25         | Medveščak Infosistem Zagreb |
|                             |               |                             |
| za 3. mjesto                |               |                             |
| Medveščak Infosistem Zagreb | 30:29         | Zamet Rijeka                |
|                             |               |                             |
| za pobjednika               |               |                             |
| Metković                    | 26:34         | Zagreb                      |

## Poveznice
- 1. HRL 2003./04.
- 2. HRL 2003./04.
- 3. HRL 2003./04.
- 4. rang HRL-a 2003./04.